# (9192) 1992 AR1
1992 أي أر 1 (ويعرف أيضًا باسم (9192) 1992 أي أر 1 وفق تسمية الكوكب الصغير) (بالإنجليزية: 1992 AR1)‏ هو كويكب ضمن حزام الكويكبات؛ وترتيبه 9192 من حيث الاكتشاف.
اكتُشف هذا الجُرم الفلكي بواسطة هيروشي كانيدا في 14 يناير 1992.

## وصلات خارجية
- (9192) 1992 AR1 في قاعدة بيانات مختبر الدفع النفاث لأجرام النظام الشمسي الصغيرة

- الاكتشاف · مخطط المدار ·  العناصر المدارية · المعلمات المادية

- (9192) 1992 AR1 على موقع ويكي سكاي: DSS2, SDSS, GALEX, IRAS, Hydrogen α, X-Ray, Astrophoto, Sky Map, Articles and images